# Hasret Gültekin
Hasret Gültekin, né le 1er mai 1971 à İmranlı situé dans la circonscription de Sivas en Turquie et mort le 2 juillet 1993 dans la ville de Sivas, est un musicien kurde. Il est issu d'une famille de confession alévie qui se rattache à la tribu « Koçgiri ».

## Biographie
Hasret Gültekin a débuté le baglama (saz) à l'âge de 6 ans. Il a vite arrêté ses études pour consacrer son temps à la musique. Il a donné son premier récital à Kadıköy Moda Sineması et a sorti son premier album Gün Olaydi (Soit le jour) à l'âge de 16 ans. Il a suivi l'enseignement de Talip Özkan et de Haydar Acar, chanteur du Koçgiri. C'est à la sortie de son album Gece Ile Gündüz Arasinda (Entre la nuit et le jour) en 1989 qu'il séduit le public non seulement par sa voix, mais aussi pour son baglama et sa technique de jeu dont la particularité est de se servir des doigts pour produire un son musical, technique de jeu (tapping) appelée şelpe en turc. Grâce à cette technique de jeu savante et très singulière dont il est l'initiateur, il rencontre un vif succès qui lui ouvre les portes de la télévision et de la production musicale.
Il a d'ailleurs œuvré avec dévouement au service de nombreux musiciens de renommée nationale dans le cadre des enregistrements musicaux et de la sortie de leurs albums. En 1991, il a sorti l'album Rüzgarin Kanatlarinda (Sous les ailes du vent). Il a également participé à de nombreux festivals représentatifs de l'Anatolie et de sa diversité culturelle, et ce notamment en Europe, et plus particulièrement aux Pays-Bas ainsi qu'en Allemagne.
En 1991, il épouse Yeter Gültekin. Leur enfant unique, Roni Hasret Gültekin, nait le 13 septembre 1993, peu après la mort de son père.

## Massacre de Sivas
Le 2 juillet 1993, il se rend à Sivas pour aller à la 16e édition du festival Pir Sultan Abdal Kültür Festivali. Un événement qui était organisé en centre ville dans l'hôtel Madimak. Plusieurs personnalités étaient présentes ce jour-là. Aziz Nesin, écrivain et humoriste célèbre, était lui aussi dans l'hôtel. Le jour du festival, des extrémistes islamistes se trouvant dans un centre culturel ont fait courir le bruit dans tous les quartiers de la ville en disant que des opposants à la religion islamique étaient actuellement dans la ville. En effet ils accusaient Aziz Nesin de prôner l'athéisme. Ils réunirent plus de 3000 personnes et ils allèrent devant l'hôtel avec des barres de fer et des armes. Les artistes qui étaient à l'intérieur de l'hôtel ont appelé les forces de l'ordre. Le gouvernement de l'époque n'a pas envoyé de policier pour contenir la foule, des vidéos amateurs montrent la passivité des agents de police qui étaient sur place. Par la suite, les extrémistes ont mis le feu à l'hôtel puis Hasret Gültekin et 34 autres personnes ont été tués par les flammes et les fumées toxiques,. Aziz Nesin, avait lui réussi à s'enfuir par une voie de secours avant l'incendie. Cet hôtel a été transformé en restaurant juste après l'incendie. Des associations alévies ont fait plusieurs appels pour dénoncer cet acte et réclament aujourd'hui fermement que le restaurant soit converti en un musée qui pourrait faire fonction de lieu de mémoire.
Une pièce de théâtre, SIVAS 93, refait vivre les scènes de ce massacre.

## Discographie
- Gün Olaydi (Que soit le jour)
- Gece Ile Gündüz Arasinda (Entre la nuit et le jour)
- Rüzgarin Kanatlarinda (Sous les ailes du vent)
- Newroz 1 (Nouvel an)
- Newroz 2 (Nouvel an 2)
- Newroz 3 (Nouvel an 3)
- Celal oglan (Enfant Celal)
- Hayat (La vie)
- Bitmeyen Türküler (Les chansons ne se terminent pas)
- Türküler Yalan Söylemez (Les chansons ne mentent pas)
- Yelkovan
- Egenin iki Yakasi (Les deux rives de la mer Égée)

Hasret Gültekin a d'ailleurs joué pour Ahmet Kaya, Abuzer Karakoç, Necla Saygili, Asik Ali Nursani, Lütfü Gültekin, Nilufer Akbal, Yilmaz Celik, Güler Duman, Nazim Tanca, Ihsan Günes, Emekçi, Ozan Sahin, Siwan Perwer, Gani Nar et bien d'autres artistes.